# 肯普地

肯普地在南極洲的位置

肯普地（英語：Kemp Land）是南極洲的一個地區，位於澳洲南極洲領地，東面是麥克羅伯特森地，西面是恩德比地，而厄于加倫島群處於該地區。